# Glaskräuter
Die Glaskräuter (Parietaria) sind eine Pflanzengattung innerhalb der Familie der Brennnesselgewächse (Urticaceae).

## Beschreibung

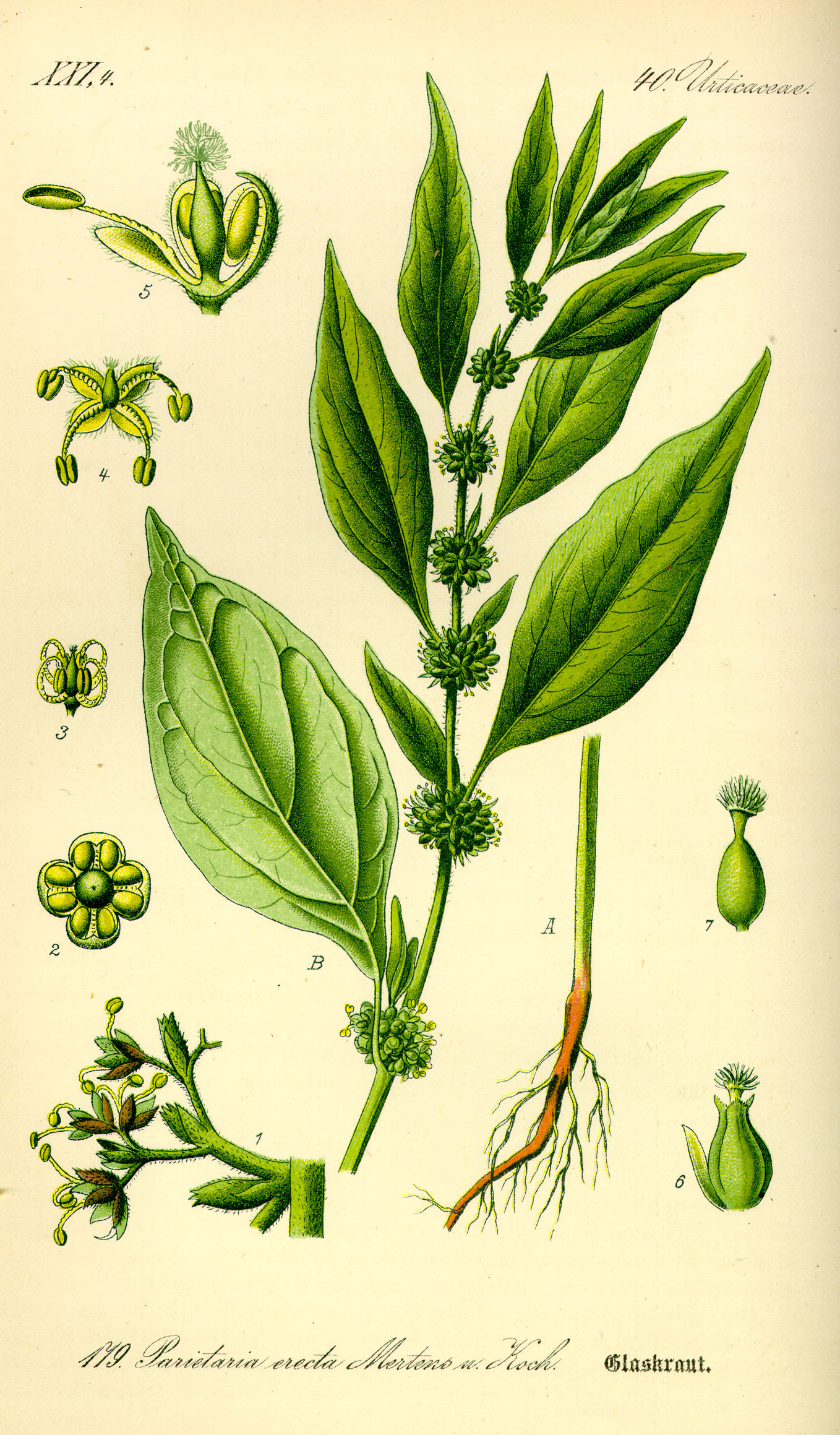
Illustration des Aufrechten Glaskraut (Parietaria officinalis)

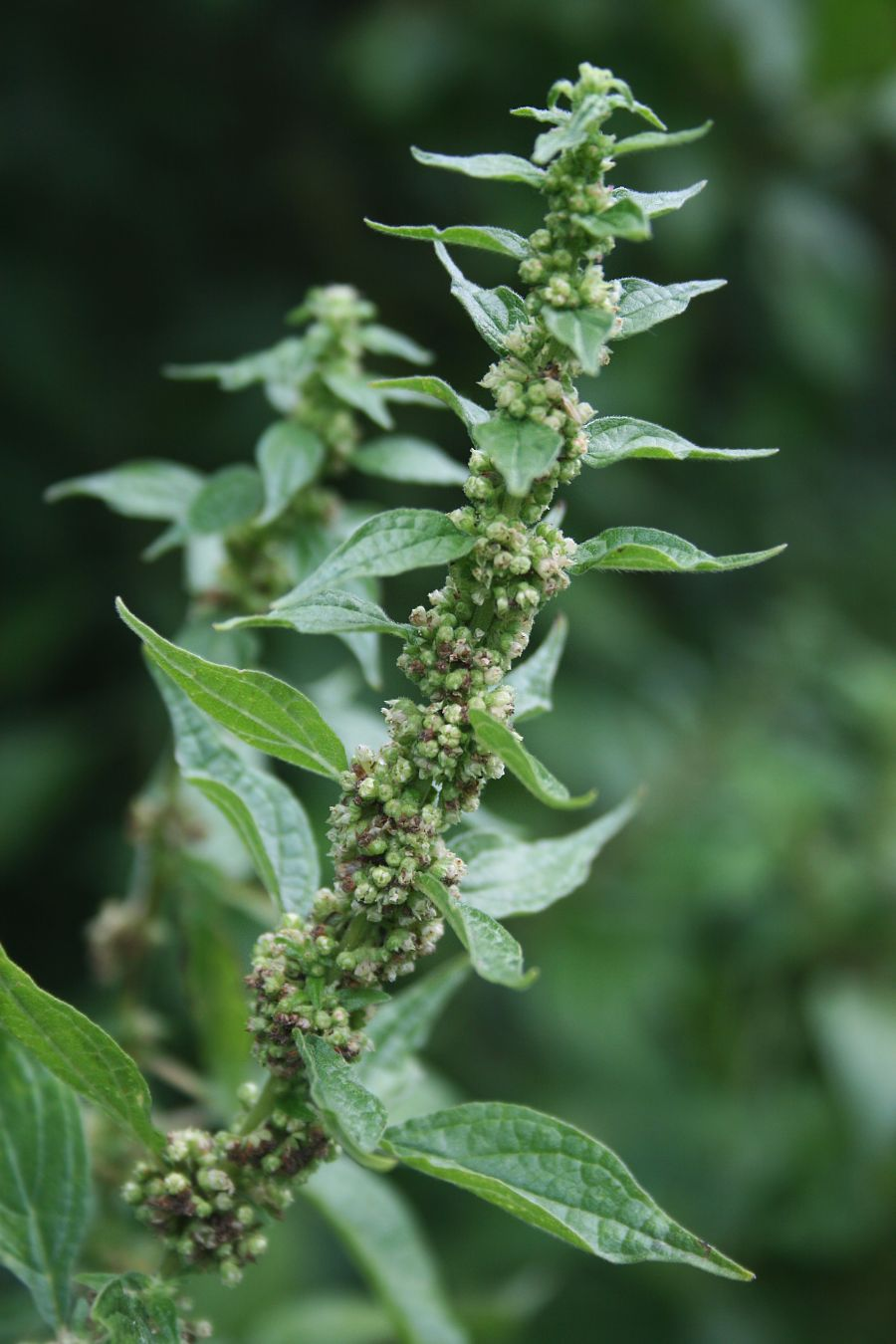
Aufrechtes Glaskraut (Parietaria officinalis)

### Vegetative Merkmale
Bei Parietaria-Arten handelt sich um einjährige oder ausdauernde krautige Pflanzen, die meist Wuchshöhen von 20 bis 50 Zentimetern erreichen. Die Stängel sind aufrecht oder aufsteigend.
Im Gegensatz zu den meisten anderen Arten der Familie stehen die Blätter wechselständig am Stängel und haben einen glatten Blattrand. Brennhaare fehlen bei den Glaskraut-Arten. Ihre Blätter und Stängel sind lediglich mit kurzen Haaren besetzt. Nebenblätter haben sie nicht. Die Form der Laubblätter ist meist eiförmig oder rhombisch; ihre Größe ist aber von Art zu Art sehr unterschiedlich.

### Generative Merkmale
Die unscheinbaren grünen oder rötlich-grünen Blüten stehen in Knäueln oder kurzen Wickeln in den Blattachseln. Die Tragblätter innerhalb dieser Knäuel ähneln den Kelchblättern. Es gibt in der Gattung Parietaria sowohl zwittrige als auch getrenntgeschlechtige Blüten. Die Staubfäden der männlichen Blüten sind in die Blüte hineingekrümmt, dadurch können die Staubbeutel aber plötzlich nach außen geschleudert werden.
Als Früchte werden eiförmige Achänen gebildet.

## Vorkommen
Die Gattung Parietaria kommt in den gemäßigten bis subtropischen Gebieten der Nordhemisphäre vor.
Die meisten Parietaria-Arten wachsen an mehr oder weniger frischen, gerne etwas schattigen Ruderalstellen. Mehrere Parietaria-Arten findet man häufig in alten Gemäuern.

## Trivialnamen
Der deutsche Trivialname „Glaskraut“ stammt daher, dass man die Asche dieser Pflanzen früher zur Glasreinigung benutzt hat.
Als Trivialnamen der (herba) parietaria sind auch Mauerkraut, Wandkraut und Rebhühnerkraut belegt; ein alter lateinischer Name für Glaskräuter, insbesondere das Aufrechte Glaskraut, war auch vitreola.
Eine alte deutsche Bezeichnung für Glaskraut war auch Tag und Nacht.
Den weiteren Trivialnamen Sankt-Peters-Kraut (teils synonym mit „Tag und Nacht“) haben Parietaria-Arten mit Pflanzen auch anderer Gattungen gemeinsam.

## Systematik und Verbreitung
Die Gattung Parietaria wurde durch Carl von Linné in Species Plantarum, Tomus II, 1753, Seite 1052 und Genera Plantarum, 5. Auflage 1754, Seite 471 aufgestellt. Der wissenschaftliche Gattungsname Parietaria stammt vom lateinischen Wort paries für „Mauer“, parietarius für „von der Mauer“. Er bezieht sich auf den bevorzugten Wuchsort einiger europäischer Arten, insbesondere des Ausgebreiteten Glaskrauts (Parietaria judaica). Synonyme für Parietaria L. sind: Freirea Gaudich., Helxine Bubani, Nesobium Phil. ex Fuentes, Thaumuria Gaudich.
In Mitteleuropa kommen drei Glaskraut-Arten vor: Ausgebreitetes Glaskraut (Parietaria judaica), Aufrechtes Glaskraut (Parietaria officinalis), Pennsylvanisches Glaskraut (Parietaria pensylvanica).
Die Gattung Parietaria enthält 20 bis 30 Arten. Es gibt für einige Arten eine Reihe von Synonymen, die gleichermaßen in Gebrauch sind:
- Parietaria alsinefolia Delile: Sie gedeiht von der zentralen bis zur östlichen Sahara und bis Pakistan.[8][7]
- Parietaria cardiostegia Greuter: Sie kommt in Australien in New South Wales, Northern Territory, South Australia sowie Western Australia vor.[7]
- Parietaria cretica L. (Syn.: Parietaria bracteata Moench): Sie kommt in Griechenland, auf Zypern, Kreta, auf Inseln in der östlichen Ägäis, auf Sizilien, in Libyen, Tunesien und in der Türkei vor.[8][7]
- Parietaria debilis G.Forst.[8] (Syn.: Parietaria appendiculata Webb & Berthel., Parietaria australis Blume, Parietaria australis var. glandulifera Blume, Parietaria carnosula Blume, Parietaria coreana Nakai, Parietaria debilis var. australis (Nees) J.M.Black, Parietaria debilis var. gracilis (Lowe) Wedd., Parietaria debilis var. micrantha (Ledeb.) Wedd., Parietaria debilis var. squalida (Hook. f.) Hook. f., Parietaria fernandeziana (Steud.) Náves, Parietaria gracilis Lowe, Parietaria humifusa Blume, Parietaria laxiflora Engl., Parietaria micrantha Ledeb., Parietaria ruwenzoriensis Cortesi, Parietaria ruwenzoriensis subsp. keniensis Gebauer, Parietaria scandens Engl., Parietaria squalida Hook. f.): Sie ist in Afrika, Asien und Australien weitverbreitet. Es gibt Fundortangaben für die Kanarischen Inseln, Madeira, die Kapverdischen Inseln, Südafrika, Lesotho, Namibia, Tschad, Chatham Island, Taiwan, China, die Innere Mongolei, Tibet, Vietnam, Chita, Djibouti, den osteuropäischen Teil Russlands, den Himalaja, Eritrea, Äthiopien, Inseln im Golf von Guinea, Altai, Amurgebiet, Irkutsk, Kasachstan, Westsibirien, Burjatien, Jakutien, Khabarovsk, Krasnojarsk, Primorje, Kirgisistan, Korea, Madagaskar, Nepal, Australien, Neuseeland, die Norfolk Inseln, Oman, Burundi, Kamerun, Ruanda, Socotra, Somalia, Sudan, Usbekistan, Tadschikistan, Tansania, Turkmenistan, Tuwa, Uganda, Jemen, Republik Kongo, Kenia und die Kermadecinseln.[7]
- Parietaria decoris N.G.Mill.: Sie kommt im nordöstlichen Mexiko vor.[7]
- Parietaria elliptica K.Koch (Syn.: Parietaria cryptorum C.Koch, Parietaria kemulariae Schchian): Sie kommt im Kaukasusraum vor.[8][7]
- Parietaria erronea Panov: Sie kommt nur in Bulgarien vor.[8][7]
- Parietaria feliciana Phil.: Dieser Endemit kommt nur auf den Desventuradas-Inseln vor.[7]
- Parietaria filamentosa Webb & Berthel.: Sie kommt nur auf Teneriffa und La Palma vor.[8][7]
- Parietaria floridana Nutt. (Syn.: Parietaria debilis var. floridana (Nutt.) Wedd., Parietaria globulifera Larrañaga, Parietaria nummularia Small, Parietaria pensylvanica var. floridana (Nutt.) Wedd., Parietaria pensylvanica var. obtusa (Rydb.) Shinners, Parietaria rotundifolia Raf., Parietaria suffruticosa Raf.): Sie ist von den südlichen Vereinigten Staaten über Zentralamerika bis ins tropische Südamerika weitverbreitet. Es gibt Fundortangaben für Mississippi, Alabama, Delaware, Georgia, North Carolina, South Carolina, Texas, Louisiana, Florida, Mexiko, Guatemala, Costa Rica, Bermudas, Kuba, Kolumbien, Bolivien, Venezuela, Uruguay, Brasilien, Ecuador, Galapagosinseln, Juan-Fernández-Inseln, Paraguay, Peru, Argentinien sowie Chile.[7]
- Parietaria hespera Hinton: Die zwei Unterarten kommen von den südwestlichen Vereinigten Staaten und New Mexico bis ins nordwestliche Mexiko vor.[7]
- Ausgebreitetes Glaskraut (Parietaria judaica L., Syn.: Parietaria diffusa Mert. & W.D.J.Koch, Parietaria jaxartica Pavlov, Parietaria littoralis Schchian, Parietaria maderensis Rchb., Parietaria multicaulis Boiss. & Heldr., Parietaria pilosa Willd., Parietaria punctata Willd., Parietaria ramiflora Moench, Parietaria thymifolia Stapf, Parietaria tibethana Blume, Parietaria velutina Blume, Parietaria vulgaris Hill)[8]: Die etwa vier Unterarten kommen in Makaronesien, Nordafrika, Europa bis Zentralasien und in Pakistan vor. Eine Unterart ist in einigen Gebieten der Welt ein Neophyt.[7]
- Parietaria lusitanica L.[8] Es gibt etwa drei Unterarten:
  - Parietaria lusitanica L. subsp. lusitanica: Sie kommt vom Mittelmeerraum bis zum Irak und der Arabischen Halbinsel vor.[8][7]
  - Parietaria lusitanica subsp. chersonensis (Láng & Szov.) Chrtek (Syn.: Parietaria chersonensis (Lang & Szov.) Dörfl., Parietaria micrantha Ledeb., Parietaria coreana Nakai): Sie kommt von der Ukraine bis Pakistan vor.[8][7]
  - Parietaria lusitanica subsp. serbica (Pančić) P.W.Ball (Syn.: Parietaria serbica Panc.): Sie kommt auf Balkanhalbinsel, Rumänien und in Zentralasien vor.[8][7]
- Parietaria macrophylla B.L.Rob. & Greenm.: Sie kommt in Mexiko vor.[7][7]
- Parietaria mauritanica Durieu: Sie kommt in Portugal, Spanien, auf den Balearen, in Marokko, Algerien, Tunesien und Libyen vor.[8][7]
- Aufrechtes Glaskraut (Parietaria officinalis L., Syn.: Parietaria erecta Mert. & Koch)[8][7]
- Parietaria pensylvanica Muhl. ex Willd. (Syn.: Parietaria obtusa Rydb. ex Small, Parietaria occidentalis Rydb.): Sie kommt ursprünglich in Nordamerika vor und ist in Tschechien sowie Deutschland ein Neophyt.[8][7]
- Parietaria praetermissa Hinton: Sie kommt in den südöstlichen Vereinigten Staaten vor.[7]
- Parietaria rechingeri Chrtek: Sie kommt nur im nordwestlichen Irak vor.[8][7]
- Parietaria rhodopaea Panov: Sie kommt in Bulgarien vor.[7]
- Parietaria roschanica Jarman ex Ikonn.: Sie kommt in Usbekistan vor.[7]
- Parietaria semispeluncaria Yildirim: Sie kommt in der Türkei vor.[7]
- Parietaria umbricola A.G.Mill.: Sie kommt im nördlichen Jemen und in Saudi-Arabien vor.[7]